# Diocèse de Ribe
Le diocèse de Ribe est l'un des diocèses de l'Église luthérienne du Danemark. Son siège épiscopal se situe à la cathédrale de Ribe.
Son territoire couvre l'ouest du Danemark-du-Sud.